# Arrogante (1755)
El Arrogante fue un navío de línea de la Real Armada Española, construido en los Reales Astilleros de Guarnizo con un porte de 68 cañones nominales, aunque otras fuentes lo elevan hasta los 70,  aunque para el inicio del reinado de Carlos IV en ya se había elevado su dotación hasta los 74 cañones. Su nombre de advocación religioso era San Antonio de Padua. De acuerdo con los estándares británicos, el buque quedaba categorizado como un navío de tercera clase.

## Construcción
Fue fabricado mediante el sistema de construcción inglés de Jorge Juan, que comenzó al llegar a los Reales Astilleros de Guarnizo (Cantabria) el diseñador británico David Howell, siendo responsable (o asentista) Juan Fernández de la Isla de las obras según un contrato firmado en 1752 para la construcción de una serie de cuatro navíos de 70 cañones, que fueron bautizados con los nombres de Serio (cabeza de la serie), Poderoso, Soberbio y Arrogante, a los que se sumaron el Hércules y el Contento.
Fue botado en diciembre de 1753. Su construcción, al igual que la de sus gemelos, fue elogiada por la Corona por la rapidez, el ahorro y las buenas cualidades marineras de los navíos.

## Historial

### Primeros años
Tras su entrada en servicio, fue puesto al mando del capitán de navío José de las Casas. A primeros de abril de 1759 se encontraba destinado en el departamento de Ferrol, bajo el mando del capitán de navío Pedro Bermúdez. En noviembre de 1760 permanecía en el mismo departamento a las órdenes del capitán de fragata Felipe González Haedo para patrullar la ría. 
En 1761 estaba asignado a la división del jefe de escuadra Francisco Lastarría, con la que realizó cruceros para la instrucción de las dotaciones por el Canal de la Mancha y mar Cantábrico junto con los navíos Monarca, Oriente y Príncipe. En diciembre de 1761 zarpó de Ferrol con rumbo a Santo Domingo junto con el Monarca, la fragata Palas y el bergantín Cazador con la expedición de Benito Erasun para llevar tropas de los segundos batallones de los regimientos Granada y Murcia. 
En enero de 1762 llega al puerto de Santiago de Cuba con el navío Galicia. Al comenzar el ataque británico a La Habana en junio de 1762 se encontraba en Santiago de Cuba con los navíos Monarca y Galicia y la fragata Palas. Al mando del capitán de navío Alejo Gutiérrez Rubalcava zarpó de Santiago el 14 de julio con 350 hombres de los regimientos Aragón, Habana, dragones de Edimburgo y tres compañías de batallones de Marina, 2600 fusiles, municiones, pólvora y otros pertrechos, desembarcándolos en Jagua, bahía de Cienfuegos, el 22 de julio, al no poder acercarse a La Habana por el bloqueo británico. Estos refuerzos fueron inútiles, pues ya se había rendido la plaza cuando llegaron por tierra.
En 1764 se traslada de Ferrol a Cádiz acompañado por otros dos navíos. En marzo de 1765 partió de Cádiz bajo el mando del capitán de navío Juan Ignacio Ponce para transportar desde Génova hasta España a la futura reina de España, María Luisa de Parma, pasando previamente por Cartagena. Arribaron a Génova el 17 de julio y retornaron a Cartagena el 11 de agosto. Hasta noviembre de 1765 realizó otros cruceros para la instrucción de las dotaciones por el Mediterráneo. En 1774 se encontraba destinado en la isla Margarita.

### Guerra de Independencia de los Estados Unidos
A finales de junio de 1779, al declarar España la guerra a Gran Bretaña en el contexto de la Guerra de Independencia de los Estados Unidos, zarpó desde Ferrol con una escuadra de ocho navíos y dos fragatas al mando del teniente general Antonio de Arce para unirse en la costa gallega el 2 de julio con la escuadra francesa al mando de Orvilliers. Con la escuadra combinada francesa y la española, al mando de Luis de Córdova y Córdova, realizó una campaña en el Canal de La Mancha hasta su entrada en Brest a primeros de septiembre. 
Mientras la escuadra de Córdova partía de vuelta a Cádiz a primeros de noviembre, otra escuadra española de 20 navíos, entre los que se encontraba el Arrogante, quedó en Brest al mando del teniente general Miguel Gastón. Esta escuadra zarpó del puerto francés el 13 de enero de 1780 y llegó a Cádiz dispersada por los temporales. El Arrogante arribó el 3 de febrero con el grueso de la escuadra de Gastón.
El 28 de abril de 1780 salió de Cádiz con la escuadra al mando del jefe de escuadra José Solano y Bote, estando el buque al mando del capitán de navío Felipe López de Carrizosa. Arribaron a La Habana entre el 4 y el 5 de agosto de ese año, tras una dura travesía. 
Entre el 21 y el 26 de mayo de 1781 zarpó de La Habana como buque insignia de la escuadra de Solano en busca de una escuadra y convoy que habían salido de la colonia británica de Jamaica. La escuadra regresó a La Habana sin haber encontrado a los buques enemigos. 
El 10 de abril de 1781 zarpó de La Habana rumbo a Pensacola con la escuadra de Solano compuesta por once navíos y cuatro fragatas, a los que se unieron cuatro navíos y cuatro fragatas al mando del francés Monteil, para transportar tropas y pertrechos para el ejército de Bernardo de Gálvez. Tomada la plaza finalmente por Gran Bretaña, regresó con la misma escuadra a La Habana el 31 de mayo.
En agosto de 1781 salió de La Habana como buque insignia de la escuadra que escoltó un convoy a Cádiz, cargado con 2,6 millones de pesos. Una vez en Cádiz, quedó incorporado de nuevo a la escuadra de Luis de Córdova. El 21 de octubre de 1782, participó en la Batalla Cabo Espartel contra la escuadra británica al mando de Richard Howe, donde sufrió un muerto y siete heridos entre su dotación. 
En enero de 1783 partió de Cádiz rumbo a Ferrol bajo el mando del capitán de navío Juan Clavijero para sumarse a la escuadra del teniente general Antonio Osorno. Poco después fue desarmado en agosto de 1783 al concluir la guerra.

### Incidente de Nutca
En mayo de 1790 se ordenó que fuera activado y armado en Ferrol, y puesto al mando del capitán de navío José Pereda, para unirse en julio del mismo año a la escuadra del teniente general José Solano Bote, marqués de Socorro, ante los incidentes de Nutca con los británicos. Los días 21 y 22 de julio de 1790 salen de Cádiz para realizar cruceros de instrucción ante las costas gallegas del cabo Finisterre.

### Guerra contra la República de Francia
El 11 de septiembre de 1793, tomó el mando el capitán de navío José Serrano Valdenebro, con el que zarpó de Ferrol a mediados de septiembre junto con el Serio para dar escolta a un convoy de seis naves rumbo a Cádiz. Sufrió un fuerte temporal en el mes de noviembre, en el que quedó desarbolado de todos los masteleros y sufrió además la rotura del timón, aunque pudo llegar finalmente a Cádiz el 14 de diciembre con aparejo de fortuna. 
Con la escuadra Juan de Lángara partió hacia costas francesas e italianas. En 1795, bajo el mando del capitán Serrano, como integrante de la escuadra de Federico Gravina, recibió órdenes de mantenerse en la bahía de Rosas, en la que soportó un largo sitio y un fuerte temporal el 15 de enero, a consecuencia del cual perdió la arboladura y cinco anclas. Con la situación al límite, el capitán Valdenebro consiguió llevar al Arrogante a Mallorca y de allí a Cartagena, aunque él perdió la mano izquierda entumecida por el frío.
En mayo de 1794 se encontraba en el departamento marítimo de Cartagena al mando del capitán de navío Jerónimo Bravo. En octubre de 1795 se le otorgó el mando al capitán de navío Rafael Benazar y se le asignó a la escuadra del Mediterráneo, al mando del teniente general José de Mazarredo.

### Guerras Napoleónicas
El 4 de agosto de 1796, ante la previsible guerra con Gran Bretaña, partió de Cádiz con la escuadra del teniente general José Solano. El 7 de agosto se separó de esta escuadra la división al mando del jefe de escuadra Sebastián Ruiz de Apodaca, junto con otros tres navíos, una fragata y dos bergantines para transportar tropas, artillería y material de guerra a la isla de Trinidad. La escuadra llegó a la isla de Trinidad el 14 de septiembre, donde desembarcó a 740 hombres que iban a bordo de los navíos Arrogante y Gallardo. 
El 16 de febrero de 1797, la escuadra de Sebastián Ruiz de Apodaca se encontraba fondeada en Chaguaramas, donde fueron bloqueados por una escuadra británica de nueve navíos, tres fragatas y numerosos buques menores y de transporte al mando Ralph Abercromby. Ante la invasión de Trinidad, en un consejo de oficiales celebrado esa noche se decide incendiar los buques para evitar que sean capturados. El capitán de navío Rafael Benazar, comandante del Arrogante, fue sometido a Consejo de Guerra resultando absuelto, pero el Rey Carlos IV no se conformó con la sentencia y se determinó que los mandos de la expedición fuera privados de sus empleos durante cuatro años, no siendo rehabilitado Ruiz de Apodaca hasta el 7 de julio de 1809.